# George Mendeluk
George Mendeluk (in ucraino Джордж Менделюк; Augusta, 20 marzo 1948) è un regista e sceneggiatore canadese.

## Biografia
George Mendeluk è un regista e sceneggiatore canadese di origine ucraina, ha ottenuto una laurea honoris causa in Scienze umanistiche e lingua inglese e parla quattro lingue: inglese, tedesco, ucraino e russo.

### Carriera
George Mendeluk ha iniziato la sua carriera a Toronto, Canada, alla stazione radio CHIN nella quale aveva creato la sua prima comunità basata sulla radio e su un programma mattutino di telefonate dal pubblico. In radio, oltre a collaborare con la CHIN, ha lavorato come free lance per la Canadian Broadcasting Corporation. Nel periodo in cui ha lavorato in radio ha avuto la possibilità di partecipare ad eventi sponsorizzati, dialogare on air con il pubblico e fare diverse interviste a personaggi famosi come Raquel Welch, John Candy, David Clayton-Thomas, Levon Helm (The Band), Rompin’ Ronnie Hawkins e Bob Dylan per citarne solo qualcuno.
Mendeluk ha al suo attivo otto nomination al Premio Oscar di cui due conclusi con la vittoria, una medaglia d'oro al New York Film & Television Festival, una medaglia d'argento al New York Film & Television Festival e 5 nomination al Gemini Awards di cui una come miglior regista.
Nella sua carriera ha avuto la possibilità di lavorare con molti talenti come: Terrence Howard, Christopher Plummer, Melissa Leo, Patrick Dempsey, Muhammad Ali, Jason Momoa, Elsa Pataki, Jessalyn Gilsig, James Brolin, William Shatner, Judd Nelson  e Ava Gardner.
Tra le cose da ricordare su di lui ci sono: ha diretto più di trecento ore di programmi televisivi in prima serata per la CBS, NBC, ABC, FOX, Nickelodeon, Showtime, Syfy, MTV e Lifetime; ha prodotto, sceneggiato e diretto molti film e in molti generi diversi; Ha girato film in maniera internazionale spostandosi tra Canada, Messico, Nuova Zelanda, Sudafrica, Francia e Spagna.
George Mendeluk è dal 1980 presidente della World Classic Pictures e dal 2008 direttore della MKM Entertainment.

## Filmografia

### Film
- Squilli di sangue (1979)
- Rapimento di un presidente (1980)
- Prigione modello (1985)
- SmashCut: Street Code (2009)
- The Terror Experiment (2010)
- Raccolto amaro (Bitter Harvest) (2017)

### Regista

#### Film
- Squilli di sangue (1979)
- Rapimento di un presidente (1980)
- Prigione modello (1985)
- Meatballs - Porcelloni in vacanza (1986)
- Uomini perduti (1999)
- Raccolto amaro (Bitter Harvest) (2017)

#### Film TV
- Eng (1990)
- Gangsters (1992)
- Secret Lives (2005)
- Il mio vicino è Babbo Natale (2005)
- Presumed Dead (2006)
- 12 Hours to Live (2006)
- Her Fatal Flaw (2006)
- Appuntamento sotto il vischio (2006)
- Secrets of an Undercover Wife (2007)
- Judicial Indiscretion (2007)
- Destination: Infestation (2007)
- I Know What I Saw (2007)
- Nightmare at the End of the Hall (2008)
- The Secret Lives of Second Wives (2008)
- Riddles of the Sphinx (2008)
- Desperate Hours: An Amber Alert (2008)
- Desperate Escape (2009)
- Storm Seekers (2009)
- The Terror Experiment (2010)

#### Serie TV
- CBS Childrens's Film Festival (1 episodio) (1977)
- Night Heat (11 episodi) (1986-1988)
- Diamonds (1 episodio) (1987)
- Capitan Power (1 episodio) (1987)
- Miami Vice (2 episodi) (1988)
- Quasi adulti (episodi sconosciuti) (1988)
- Alfred Hitchcock presenta (1 episodio) (1989)
- Gideon Oliver (1 episodio) (1989)
- True Blue (3 episodi) (1989-1990)
- I ragazzi della prateria (5 episodi) (1989-1990)
- Neon Rider (1 episodio) (1990)
- Counterstrike (6 episodi) (1990-1993)
- Secret Service (1 episodio) (1993)
- Kung Fu: la leggenda continua (4 episodi) (1993-1995)
- Colomba solitaria (episodi sconosciuti) (1994)
- Marker (episodi sconosciuti) (1995)
- Highlander (1 episodio) (1995)
- Due poliziotti a Chicago (1 episodio) (1995)
- Hercules (2 episodi) (1995)
- Traders (3 episodi) (1996)
- Colomba solitaria (3 episodi) (1996)
- Sinbad (The Adventures of Sinbad) (1 episodio) (1996)
- Deepwater Black (1 episodio) (1997)
- Poltergeist (1 episodio) (1998)
- The Net (episodi sconosciuti) (1998)
- Night Man (3 episodi) (1998-1999)
- Highlander: The Raven (7 episodi) (1998-1999)
- First Wave (5 episodi) (1998-2000)
- Total Recall 2070 (1 episodio) (1999)
- The Hoop Life (episodi sconosciuti) (1999)
- Pensacola - Squadra speciale Top Gun (1 episodio) (1999)
- Beggars and Choosers (1 episodio) (2000)
- Starhunter (1 episodio) (2000)
- Relic Hunter (3 episodi) (2000-2002)
- Andromeda (1 episodio) (2001)
- La regina di spade (2 episodi) (2001)
- Leap Years (episodi sconosciuti) (2001)
- Tracker (1 episodio) (2002)
- Odyssey 5 (2 episodi) (2002-2003)
- Street Time (4 episodi) (2003)
- The Collector (4 episodi) (2004)
- North Shore (1 episodio) (2004)
- Romeo! (1 episodio) (2006)

#### Video
- Bolt (1995)

### Sceneggiatore

#### Film
- The Merry Wives of Tobias Rouke (1972)
- Squilli di sangue (1979)
- Prigione modello (1985)
- Meatballs III: Summer Job (1986)
- SmashCut: Street Code (2009)
- Raccolto amaro (Bitter Harvest) (2017)

#### Film TV
- Secrets of an Undercover Wife (2007)
- Judicial Indiscretion (2007)

#### Serie TV
- The David Clayton-Thomas Show (creatore serie) (1973)
- Night Heat (1 episodio) (1988)